# ISO 3166-2:IM
ISO 3166-2:IM est l'entrée pour l'île de Man dans l'ISO 3166-2, qui fait partie du standard ISO 3166, publié par l'Organisation internationale de normalisation (ISO), et qui définit des codes pour les noms des principales administration territoriales (e.g. provinces ou état fédérés) pour tous les pays ayant un code ISO 3166-1.
L'île de Man, dépendance de la Couronne britannique, s'est vu attribuer officiellement le code IM depuis 2006. Auparavant, le code ISO GB-IOM lui était attribué sous l'entrée ISO 3166-2:GB pour le Royaume-Uni. 
Actuellement (2023) aucun code ISO 3166-2 de subdivisions n'est défini pour l'entrée « île de Man ».

## Mises à jour
Historique des changements
- 17 avril 2007 : création (Bulletin n° I-8)
- 26 novembre 2018 : Modification de la remarque, partie 2